# 哈罗德·利特尔
哈罗德·利特尔（英語：Harold Little，1893年7月27日—1958年），加拿大男子赛艇运动员。他曾代表加拿大参加1924年夏季奥林匹克运动会赛艇比赛，获得男子八人单桨有舵手银牌。